# Barém nos Jogos Olímpicos de Verão de 1984
O Barém competiu nos Jogos Olímpicos pela primeira vez nos Jogos Olímpicos de Verão de 1984 em Los Angeles, Estados Unidos.

## Resultados por Evento

### Natação
100 m livre masculino
- Hamad Bader
  - Eliminatórias — 58.16 (→ não avançou, 61º lugar)

100 m borboleta masculino
- Esa Fadel
  - Eliminatórias — 1:13.27 (→ não avançou, 52º lugar)